# 삼천당제약
삼천당제약 주식회사(三千堂製藥 株式會社)은 대한민국의 제약회사이다.

## 개요
2018년 현재 본사는 서울특별시 서초구 서초동에 있으며, 공장은 경기도 화성시 제약공단에, 중앙연구소는 경기도 수원시 광교센트럴비즈타워에 있다. 안구건조증치료제 등 안과용제를 주력 제품으로 생산하며 2020년 기준 매출액 1,668억원,  영업이익 55억원을 기록하였으며 현재 신규사업으로 제네릭 점안제 수출 및 바이오시밀러를 진행 중이다.

## 역사
2025년 노보노디스크의 비만약 복제품 동등성 시험을 성공한 바 있다.

## 본사 및 사업장
- 본사: 서울특별시 서초구 효령로 351 (서초동)
- 본점 및 공장: 경기도 화성시 향남읍 제약공단2길 71
- 연구소: 경기도 수원시 영통구 창룡대로 260, 10층 (이의동, 광교센트럴비즈타워)

## 자회사
- 주식회사 디에이치피코리아(국내 점안제 생산 1위)

## 주석
1. ↑  상법 상 본점 주소는 경기도 화성시 향남읍 제약공단2길 71이다.
2. ↑  삼천당제약, 1분기 매출 500억 돌파...안과용제 성장 견인 메디컬투데이 2025-06-18
3. ↑  삼천당제약 주가 장중 상한가, 노보노디스크 약물 복제품 동등성 시험 성공 2025-07-23